# جون ويليام كاسيليار
جون ويليام كاسيليار (بالإنجليزية: John William Casilear)‏ (25 يونيو 1811-17 أغسطس 1893) هو فنان للمناظر الطبيعية الأمريكية ينتمي إلى مدرسة نهر هدسون.